# Meuriya (Kuta Makmur)
Meuriya is een bestuurslaag in het regentschap Aceh Utara van de provincie Atjeh, Indonesië. Meuriya telt 290 inwoners (volkstelling 2010).